# Mike Hohensee
Michael Louis Hohensee (Inglewood, 22 febbraio 1961) è un ex giocatore di football americano e allenatore di football americano statunitense che ha allenato gli Iowa Barnstormers della Arena Football League.
In carriera ha giocato nel ruolo di quarterback nella United States Football League, nella National Football League, nella Canadian Football League e nell'Arena Football League.

## Carriera da giocatore
Hohensee iniziò la carriera professionistica con i Washington Federals nella United States Football League nel 1983–1984, dopo di che passò agli Ottawa Rough Riders e ai Toronto Argonauts della Canadian Football League nel 1985. Nel 1987 partì come titolare per i Chicago Bears della National Football League durante lo sciopero dei giocatori del 1987. Sempre quell'anno, Hohenesee fu il quarterback dei Pittsburgh Gladiators della AFL nel primo anno di attività della lega. Fu il primo giocatore a passare un touchdown nella storia della AFL.

## Statistiche
NFL
| Yard passate  | 343  |
| Touchdown     | 4    |
| Intercetti    | 1    |
| Passer rating | 92,1 |